# Presa în România

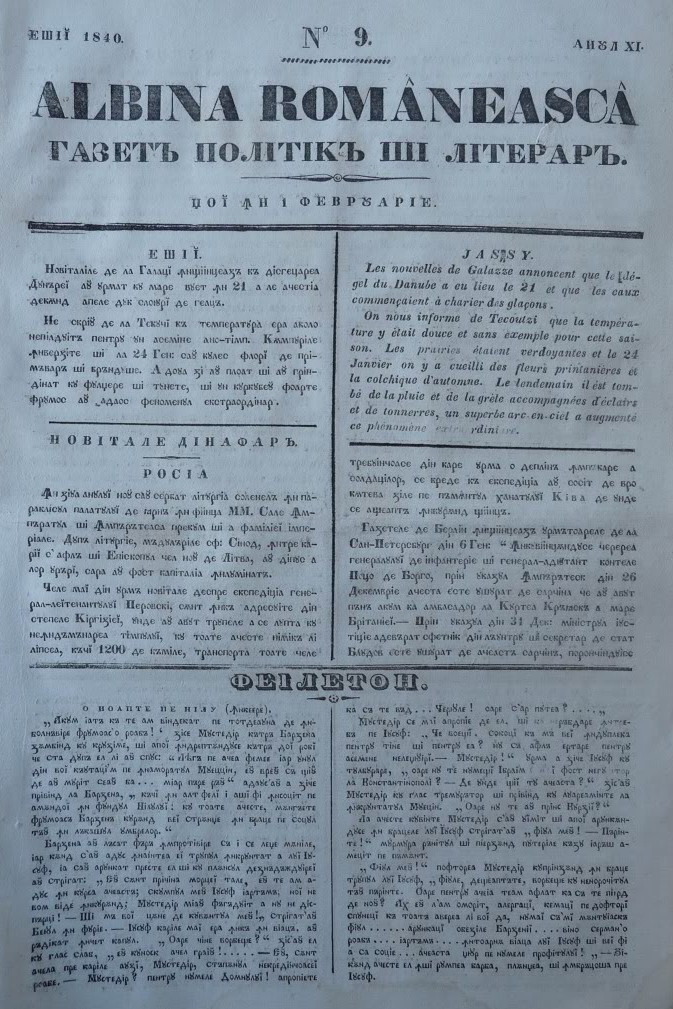
Albina Românească, Iași, 1840

Presa în România se referă la totalitatea elementelor de mass-media de pe teritoriul României care se ocupă de furnizarea de știri.

## Istoric
Prima publicație periodică apărută pe teritoriul României a fost Siebenbürger Zeitung, care a văzut lumina tiparului la Sibiu, la 2 ianuarie 1784, în editura lui Martin Hochmeister.
A doua publicație periodică, cu apariție efemeră, a fost Courier de Moldavie, care a fost editat la Iași în anul 1790.
Prima publicație periodică apărută la București a fost Curierul Românesc, publicat de Ion Heliade-Rădulescu începând cu anul 1829.